# Kyocera Document Solutions

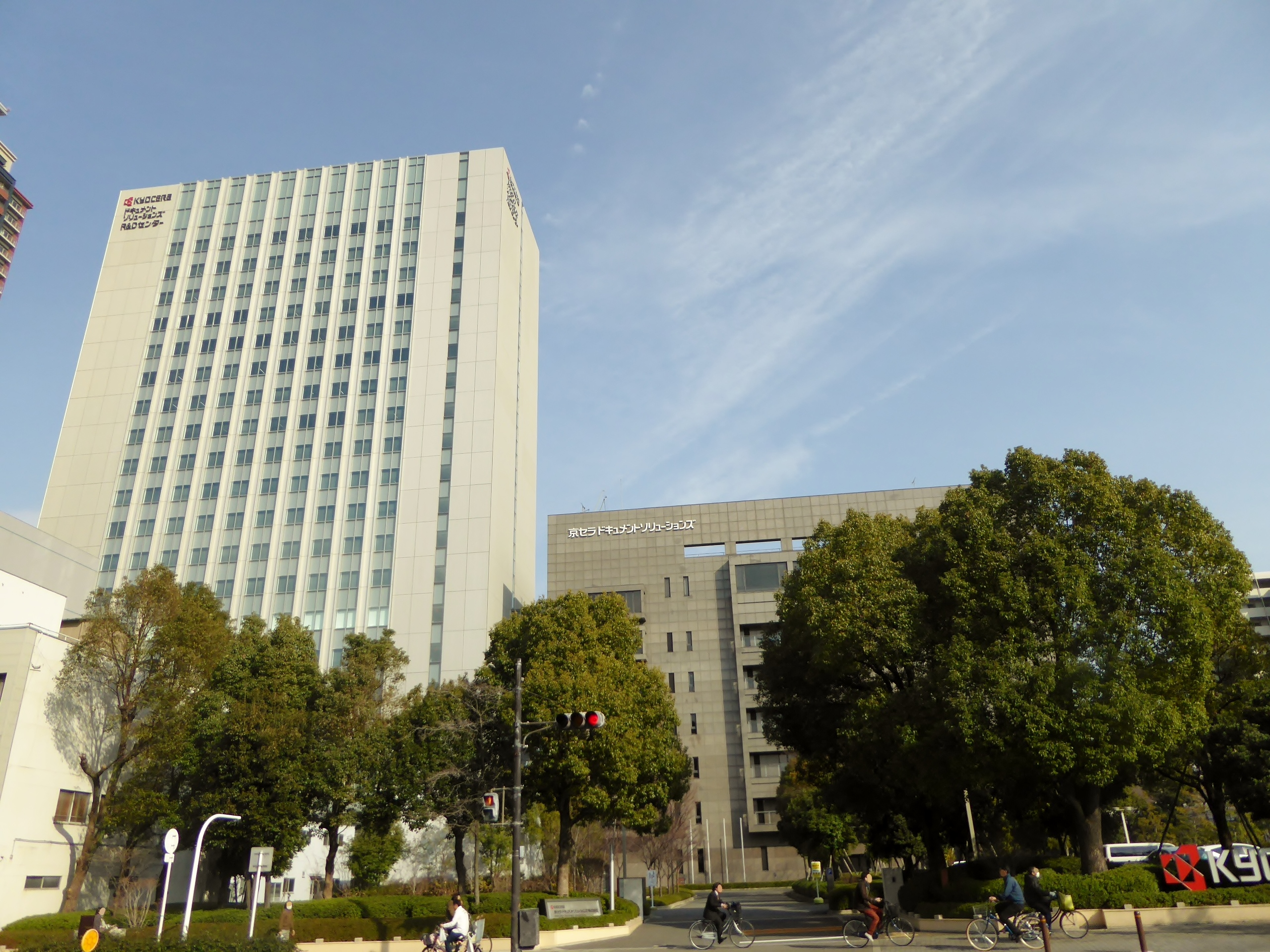
Hauptsitz von Kyocera Document Solutions in Osaka

Kyocera Document Solutions ist ein Anbieter von Lösungen und Dienstleistungen im Bereich Dokumentenmanagement und Enterprise-Content-Management. Die Produktpalette umfasst neben Druckern und Multifunktionssystemen Workflow- oder DMS-Lösungen und Managed Document Services (MDS). Das Unternehmen ist eine 100-prozentige Tochtergesellschaft der Kyocera Corporation in Japan.

## Geschichte
Im Jahr 2000 übernahm der Kyocera-Konzern den insolventen Kopierer-Hersteller Mita Industrial Co. und gliederte Kyocera Mita mit Sitz in Osaka aus. Kyocera war im Output-Management und Network-Connectivity tätig, während Mita sich auf Kopierer und Multifunktionsgeräte spezialisiert hatte. Durch den Zusammenschluss wuchs Kyocera Mita zu einem Unternehmen für digitale Bürosysteme mit Produkten in den Bereichen Print, Copy, Scan und Fax. Es beschäftigte im Jahr 2000 rund 12.300 Mitarbeiter.
Am 1. April 2012 firmierte Kyocera MITA weltweit zur Kyocera Document Solutions Inc. um.
Hauptsitz ist Osaka. Die deutsche Niederlassung mit 250 Mitarbeitern (Vertrieb und Marketing) befindet sich in Meerbusch-Osterath. Geschäftsführer ist Dietmar Nick (seit 2017).
Seit 2011 ist das Unternehmen neuer Partner im Forschungsnetzwerk OFFICE 21, einer Initiative des Fraunhofer-Instituts für Arbeitswirtschaft und Organisation (IAO). Vom 1. Januar 2005 bis 2009 war man Hauptsponsor des Fußballvereins Borussia Mönchengladbach und ist aktuell Premium-Partner und seit November 2010 auch Premium-Partner des Deutschen Hockey Bundes. Das Sponsoring von Borussia Mönchengladbach wurde 2014 als Co-Sponsor wieder aufgenommen.
2015 verlängerte Kyocera die Fraunhofer-Partnerschaft.
Im Juni 2020 bildet Kyocera Document Solutions eine strategische Allianz mit Kodak Alaris, um auch Scanner anzubieten.

### Übernahmen
Am 5. Juni 2012 übernahm das Unternehmen die AKI GmbH aus Würzburg, einen Anbieter von softwarebasiertem Druckmanagement Lösungen. Die AKI bleibt als Anbieter der Software „PrinTaurus“ in den Regionen Deutschland, Österreich und Schweiz (DACH) erhalten.
Am 1. September 2015 übernahm das Unternehmen die Ceyoniq-Gruppe, einen Anbieter von digitalen Dokumentenmanagement- und Enterprise-Content-Management-Lösungen (DMS/ECM). Ceyoniq bleibt als eigenständiger Anbieter mit der Plattform „nscale“ erhalten. Diese soll Unternehmen bei der Optimierung und Automatisierung von dokumentenintensiven Geschäftsprozessen unterstützen. Anfang 2016 gründete man aus dieser Entwicklung heraus einen eigenen DMS/ECM-Geschäftsbereich und vermarktet zugeschnittene Workflow- und DMS-Lösungen.
Anfang des Jahres 2020 wurde das Engagement in diesem Bereich durch die Übernahmen von Optimal Systems aus Berlin (Enterprise-Content-Management ECM, 450 Mitarbeiter) und Ever Team (Software) aus Lyon ausgeweitet.

## Kyocera Document Solutions Europe B.V.
Kyocera Document Solutions Europe B.V. koordiniert von seinem Hauptsitz in Hoofddorp in den Niederlanden aus die Aktivitäten des Unternehmens in Europa, dem Mittleren Osten und Afrika.
Es gibt 14 lokale Geschäftsstellen in Europa: Österreich, Belgien, Dänemark, Finnland, Frankreich, Deutschland, Italien, Niederlande, Norwegen, Portugal, Spanien, Schweden, Schweiz, Vereinigtes Königreich; darüber hinaus in Südafrika, den Vereinigten Arabischen Emiraten und in Russland. Außerdem arbeitet dieser Teil von Kyocera mit einem Netzwerk autorisierter Händler aus 60 weiteren Ländern der Region zusammen.
Darüber hinaus betreut das European Sales & Marketing Center, mit Sitz in Meerbusch, die europaweite Planung und Durchführung aller Vertriebs- und Marketingaktivitäten. Das European Service Center, zuständig für Produkt- und Kundensupport ist ebenfalls in Meerbusch ansässig.
Im dritten Quartal 2019 lag Kyocera bei den weltweiten Druckerverkäufen insgesamt auf Platz fünf. Stark vertreten ist Kyocera im Business-Segment, wo die Firma 2016 etwa 28 Prozent Marktanteil hatte.

## Produkte

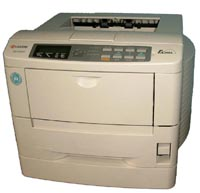
Laserdrucker FS-1700

Zu den Produkten zählen neben Druckern und Multifunktionsgeräten (Hardware) auch sogenannte „Solutions“ (Software), die für die Bereiche Sicherheit, System Management, Output Management und Dokumentenmanagement angeboten werden.
Bei Laserdruckern bietet Kyocera die patentierte Ecosys-Technologie mit langlebigen Keramik-beschichteten Trommeln und recht geringem Stromverbrauch an.
Die Drucker haben Fotoleitertrommeln aus amorphem Silizium (a-Si) und PSLP-Trommeln für die Einstiegsdrucker.
Auf der drupa 2012 stellte das Unternehmen den ersten Farbtoner aus Biomasse vor. Dieser basiert zu 30 Prozent auf nachwachsenden Rohstoffen; dabei wird Palmöl aus RSPO-zertifiziertem Anbau eingesetzt.

## Umweltengagement
Kyocera arbeitet seit 1987 mit der Deutschen Umwelthilfe (DUH) zusammen. Als Teil dieser Kooperation ging u. a. der mit 100.000 Euro dotierte Kyocera-Umweltpreis hervor. Dieser hat das Ziel, CO2-reduzierende Projekte in mittelständischen Unternehmen zu fördern. Auch das Print Green-Programm, mit dem Kyocera seit 2013 die Möglichkeit bietet, klimaneutral zu drucken, geht auf diese Zusammenarbeit zurück. Im Rahmen dieses Projekts unterstützt man seit 2013 die Organisation „myclimate“.
Um das Produkt-Recycling zu erleichtern, sind alle Produkte modular aufgebaut. Bei den Verpackungen werden weder Kunststoffe noch Styroporteile eingesetzt. Weiter ist Kyocera Document Solutions bestrebt, durch Förderung von Umweltschutzprojekten die gesamte Drucker-Produktionskette – inklusive Tonerverbrauch – klimaneutral zu gestalten.
1997 erhielt der S/W-Laserdrucker FS-1700 aufgrund der Ecosys-Technologie als erstes Druckgerät einen „Blauen Engel“. Im August 2014 sind insgesamt 50 Systeme der Firma nach der neuen Vergaberichtlinie RAL-UZ 171 mit dem Blauen Engel ausgezeichnet worden.
Im Jahr 2017 erlangte das Unternehmen für das Engagement in seinem Print Green-Projekt die Auszeichnung 'Sustainable Brand of the Year' mit einem German Brand Award vom Rat für Formgebung und dem German Brand Institute.